# Hrašče, Vipava
Hrašče so gručasta vas v Občini Vipava. Nahajajo se v zgornjem delu Vipavske doline, severno od magistralne ceste Razdrto – Vipava, v neposredni bližini Podnanosa. Vas je stisnjena v zavetno lego pod hribom Tabor (364 mnm), nedaleč od cestnega odcepa, ki pelje na Nanos. Ob potoku Močilniku so njive, na pobočju vinogradi, na Nanosu pa gozdovi. Hrašče so samostojno naselje od leta 1988, prej so bile del vasi Podbreg.

## Prebivalstvo
Etnična sestava 1991:

- Slovenci: 56 (100 %)